# مايكروسوفت إنفو باث
مايكروسوفت إنفو باث (بالإنجليزية: Microsoft InfoPath)‏ هو أحد تطبيقات مايكروسوفت أوفيس. يستعمل لتطوير استمارات دخول البياناتِ أساسهاِ إكس إم إل، أصدرَ أولاً كجزء مِنْ مايكروسوفتَ اوفيس 2003 وأصدرَ لاحقاً كجزء مِنْ مايكروسوفتِ اوفيس 2007 استخدامه الأساسي مع الشير بوينت ويستخدم لتحرير النماذج الممكن استخدامها مع الشير بوينت [1] يمكن ان يقوم بتدقيق المعلومات المدخلة في بعض الحقول الموجودة في النموذج كما ويمكن ان يتضمن توقيع رقمي لكاتب النموذج.

## الاستخدام
- نماذج ادخال إلكتروني، مثلاَ معلومات كاملة عن الموظفين الجدد.
- قوائم التدقيق الإلكتروني التي توجه المستخدمين إلى سير العمل المعرف مسبقا.
- تنسيق العمل بين الموظفين، فيبدأ الأول بملء جزء من النموذج ويذهب تلقائيا إلى الموظف التالي حسب متطلبات سير العمل المحددة في المؤسسة.

## التطوير
كجزء من برامج مايكروسوفت اوفيس انفو باث لديه سيناريو مختلف في التحرير والتطوير، وبما انه الاستخدام الرئيسي للانفو باث هو الحصول على نماذج قابلة لادخال البيانات المطلوبة لذا لابد من وجود مطور يقوم بتطوير هذه النماذج وترتيبها حسب حاجة المؤسسة لها.
البيانات المخزونة في داخل النموذج تكون بصيغة ال الاكس ام ال وتكون عبارة عن مصادر البيانات كما ويمكن استخدام مصادر أخرى للبيانات في
الانفو باث منها الاس كيو ال والشير بوينت والاكسز أو الاكس ام ال أو خادم الويب.
يمكن إجراء العديد من العمليات الحسابية والمنطقية على الحقول الموجودة في نموذج الانفو باث مثلا يمكن ان نجد مجموع الأرقام الموجودة في عدة حقول وغيرها.
كما ويمكن أيضا استخدا لغات برمجة لتطوير النموذج وتستخدم فقط في النماذج المعقدة ولعمل حسابات معقدة مثل الجافا سكربت والفيجوال بيسك سكربت.